# Klasse 207

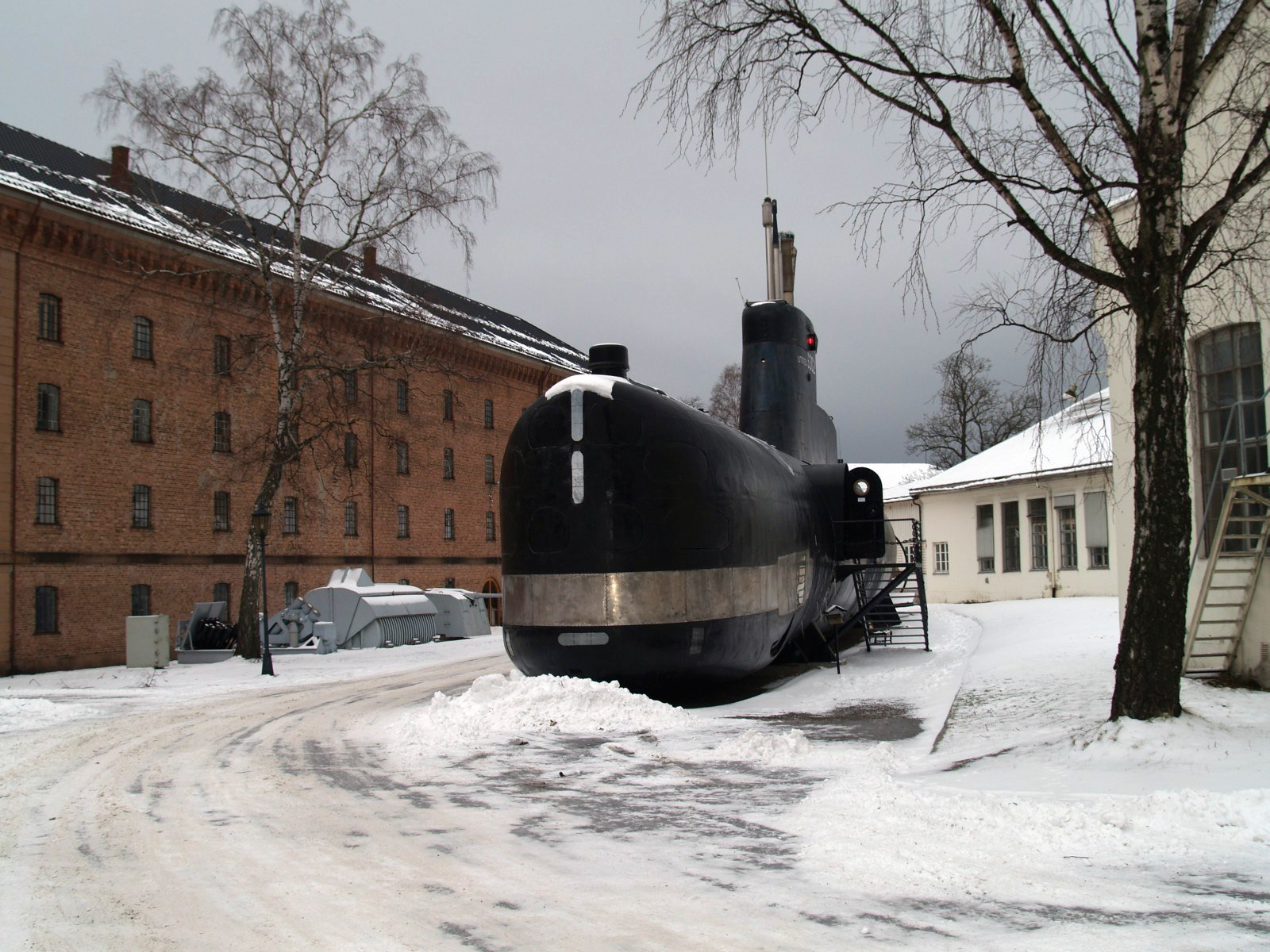
Die Utstein als Museumsschiff im Marinemuseet in Horten

Die Klasse 207 ist eine Klasse von diesel-elektrischen U-Booten, die bei den Nordseewerken in Emden für die norwegische Marine gebaut und von dieser unter dem Namen Kobben-Klasse eingesetzt und inzwischen außer Dienst gestellt wurden. Die Klasse 207 ist eine speziell auf die Anforderungen der norwegischen Marine abgestimmte Weiterentwicklung der Klasse 205. Ein Teil der Boote fand anschließend Verwendung in Dänemark und in Polen. Beide Staaten haben die übernommenen Einheiten inzwischen außer Dienst gestellt. Dänemark hat dabei seine U-Boot-Flotte ersatzlos aufgelöst.

## Geschichte
Die Klasse 207 war der erste große Exportentwurf deutscher Werften, die Kiellegung der ersten Boote begann 1962. Zu dieser Zeit gab es für die deutschen Werften noch Beschränkungen in der Verdrängung durch die WEU, weshalb die deutschen U-Boote vergleichsweise klein, jedoch trotzdem auf dem neusten Stand der Technik waren. Insgesamt wurden 15 Einheiten des Typs gebaut.

## Einheiten und Verbleib

### Königlich Norwegische Marine
Der ursprüngliche Auftraggeber für die 15 U-Boote der Klasse 207 war die Kongelige Norske Marine (Sjøforsvaret), die nach zweijähriger Erprobung von U 3 der U-Boot-Klasse 201 einen ähnlichen, auf ihre Bedürfnisse zugeschnittenen, Typ beschaffen wollte. Die bei den Nordseewerken in Emden gebauten Boote der Klasse 207 wurden so zum ersten U-Boot-Export der Bundesrepublik. Sie ersetzten in Norwegen die veralteten Beute-U-Boote vom deutschen Typ VII C bzw. die überlassenen Boote der britischen U- und V-Klasse und wurden als Kobben-Klasse in Dienst gestellt. Auf die Verwendung von amagnetischem Stahl wurde bewusst verzichtet. In den 1970er Jahren wurden die Boote modernisiert. Ihre Elektronik und die Sehrohre wurden hierbei erneuert. Die Kobben, Kunna, Sklinna, Skolpen, Stord und die Svenner wurde 1989 bis 1993 nochmals modernisiert. Hierbei wurden sie auf 47,40 m verlängert und erhielt eine neue Sensoranlage und Elektronik aus norwegischer Fertigung. Die Boote Utvaer, Uthaug, Kya und Kaura gingen in den 1990er Jahren an Dänemark, wo sie als Tumleren-Klasse ihren Dienst versahen. Die nicht modernisierten Boote wurden verschrottet oder nach der Jahrtausendwende an Polen abgegeben., als die neuen U-Boote der Klasse 210 (Ula-Klasse) in Dienst gestellt wurden. Die letzten norwegischen Boote der Klasse 207 wurden kurz nach der Jahrtausendwende außer Dienst gestellt an Polen abgegeben. In Norwegen ist mit Utstein S302 ein Boot der Klasse als Museum im Marinemuseet in Horten erhalten.
| Kennung | Name        | Kiellegung        | Stapellauf        | Indienststellung   | Einheit                           | Außerdienststellung               | Verbleib                                                                                            |
| ------- | ----------- | ----------------- | ----------------- | ------------------ | --------------------------------- | --------------------------------- | --------------------------------------------------------------------------------------------------- |
| S315    | Kaura       | 19. Mai 1964      | 16. Oktober 1964  | 5. Februar 1965    | 1. Ubootgeschwader in Haakonsvern | 31. Mai 1990                      | 1991 als Ersatzteilspender unter dem Namen Delebåt an Dänemark verkauft. Rumpf 1992 verschrottet    |
| S316    | Kinn        | 18. März 1963     | 30. November 1963 | 8. April 1964      | 1. Ubootgeschwader in Haakonsvern | 20. Februar 1980 24. Februar 1980 | 1990 im Bjørna-Fjord versenkt                                                                       |
| S317    | Kya         | 26. Mai 1963      | 20. Februar 1964  | 15. Juni 1964      | 1. Ubootgeschwader in Haakonsvern | 7. September 1989                 | 1991 modernisiert und an Dänemark verkauft (KDM Springeren S324)                                    |
| S318    | Kobben      | 9. Dezember 1963  | 25. April 1964    | 17. August 1964    | 1. Ubootgeschwader in Haakonsvern | 2000 1. Juni 1999                 | 2002 als Ersatzteilspender nach Polen (ORP Jastrzab)                                                |
| S319    | Kunna       | 3. März 1964      | 16. Juli 1964     | 29. Oktober 1964   | 1. Ubootgeschwader in Haakonsvern | 2001 31.05.2001                   | 2004 an Polen abgegeben (ORP Kondor 297)                                                            |
| S300    | Ula         | 21. August 1964   | 19. Dezember 1964 | 7. Mai 1965        | 1. Ubootgeschwader in Haakonsvern | 26. Oktober 1990                  | 1987 in Kinn (S316) umbenannt. 1998 verschrottet, Turm in Trondheim vor U-Boot-Bunker Dora erhalten |
| S301    | Utsira      | 30. Oktober 1964  | 11. März 1965     | 8. Juli 1965       | 1. Ubootgeschwader in Haakonsvern | 12. Dezember 1991                 | 1998 verschrottet.                                                                                  |
| S302    | Utstein     | 8. Januar 1965    | 19. Mai 1965      | 15. September 1965 | 1. Ubootgeschwader in Haakonsvern | 23. November 1990                 | seit 1998 Museumsschiff im Marinemuseum in Horten                                                   |
| S303    | Utvær       | 24. März 1965     | 30. Juli 1965     | 1. Dezember 1965   | 1. Ubootgeschwader in Haakonsvern | 30. Oktober 1987                  | 1989 modernisiert und an Dänemark verkauft (KDM Tumleren S322)                                      |
| S304    | Uthaug      | 31. Mai 1965      | 8. Oktober 1965   | 16. Februar 1966   | 1. Ubootgeschwader in Haakonsvern | 16. Dezember 1987                 | 1990 modernisiert und am 16. Dezember 1986 an Dänemark verkauft, siehe (KDM Sælen S323)             |
| S305    | Sklinna     | 17. August 1965   | 21. Januar 1966   | 27. Mai 1966       | 1. Ubootgeschwader in Haakonsvern | 9. Januar 1989 1. Juni 1999       | 1989 modernisiert. 2001 verschrottet                                                                |
| S306    | Skolpen     | 1. November 1965  | 24. März 1966     | 17. August 1966    | 1. Ubootgeschwader in Haakonsvern | 8. November 1989 16. August 2002  | 2002 an Polen abgegeben (ORP Sęp 295)                                                               |
| S307    | Stadt       | 1. Februar 1966   | 10. Juni 1966     | 15. November 1966  | 1. Ubootgeschwader in Haakonsvern | 12. Mai 1987                      | 1989 verschrottet                                                                                   |
| S308    | KNM Stord   | 1. April 1966     | 2. September 1966 | 14. Februar 1967   | 1. Ubootgeschwader in Haakonsvern | 12. Mai 1987 1. Juni 2001         | 2002 an Polen abgegeben (ORP Sokół 294)                                                             |
| S309    | KNM Svenner | 8. September 1966 | 27. Januar 1967   | 12. Juni 1967      | 1. Ubootgeschwader in Haakonsvern | 9. Oktober 2003                   | 2003 an Polen abgegeben (ORP Bielik 296)                                                            |

### Königlich Dänische Marine
Zweiter Nutzer der Klasse 207 war die Kongelige Danske Marine (Søværnet), welche sie als Tumleren-Klasse in Dienst stellte und die damit ihre U-Boote der Klasse 205 ergänzte. Norwegen übergab drei modernisierte U-Boote der Klasse 207 und ein viertes als Ersatzteilspender. Die dänischen Boote der Klasse 207 wurden im Zuge der Abschaffung der dänischen Ubootwaffe zusammen mit den U-Booten aller anderen vorhandenen Klassen bis Ende 2004 außer Dienst gestellt. Zwei der drei Boote sind als Museen erhalten geblieben.
| Kennung | Name                   | Vormals     | Indienststellung | Einheit                        | Außerdienststellung | Verbleib                                                                        |
| ------- | ---------------------- | ----------- | ---------------- | ------------------------------ | ------------------- | ------------------------------------------------------------------------------- |
| S322    | KDM Tumleren           | KNM Utvær,  | 20. Oktober 1989 | 5. Geschwader in Frederikshavn | 17. August 2004     | verschrottet                                                                    |
| S323    | KDM Sælen              | KNM Uthaug, | 10. Oktober 1990 | 5. Geschwader in Frederikshavn | 21. Dezember 2004   | Museumsschiff im Museum Marinebasis Holmen in Kopenhagen                        |
| S324    | KDM Springeren (S-324) | KNM Kya,    | 17. Oktober 1991 | 5. Geschwader in Frederikshavn | 25. November 2004   | Museumsschiff im Koldkrigsmuseum Langelandsfortet in Langelandsfort (Langeland) |
| -       | -                      | KNM Kaura,  | -                | -                              | -                   | Ersatzteilspender, Rumpf 1992 verschrottet                                      |

### Kriegsmarine der Republik Polen
Letzter verbliebener Nutzer der U-Boot-Klasse 207 ist die Marynarka Wojenna Rzeczypospolitej Polskiej. Die vier von Norwegen übernommenen U-Boote der Klasse 207 lösten die veralteten U-Boote der Foxtrot-Klasse (Projekt 641) ab und bildeten einige Jahre das Rückgrat der polnischen U-Boot-Flotte. Inzwischen sind alle Boote der Klasse außer Dienst gestellt, womit die extrem lange Dienstzeit der Klasse 207 ein Ende fand. Ein weiteres Boot der Klasse 207 wurde als Ersatzteilspender übernommen und dient heute als Museum in Gdynia.
| Kennung | Name         | Vormals      | Indienststellung  | Einheit                 | Außerdienststellung | Verbleib                                                                                |
| ------- | ------------ | ------------ | ----------------- | ----------------------- | ------------------- | --------------------------------------------------------------------------------------- |
| 294     | ORP Sokół    | KNM Stord,   | 4. Juni 2002      | Ubootdivision in Gdynia | 8. Juni 2018        | a. D.                                                                                   |
| 295     | ORP Sęp      | KNM Skolpen, | 16. August 2003   | Ubootdivision in Gdynia | 14. Dezember 2021   | a. D.                                                                                   |
| 296     | ORP Bielik   | KNM Svenner, | 8. September 2003 | Ubootdivision in Gdynia | 14. Dezember 2021   | a. D.                                                                                   |
| 297     | ORP Kondor   | KNM Kunna,   | 20. Oktober 2003  | Ubootdivision in Gdynia | 20. Dezember 2017   | a. D.                                                                                   |
| -       | ORP Jastrząb | KNM Kobben,  | -                 | -                       | -                   | Ersatzteilspender, seit 2023 als nicht öffentliches Museum in der Marineakademie Gdynia |